# Église Notre-Dame-de-l'Assomption de Passy
Pour les articles homonymes, voir Église Notre-Dame-de-l'Assomption.
 (janvier 2019).
Si vous disposez d'ouvrages ou d'articles de référence ou si vous connaissez des sites web de qualité traitant du thème abordé ici, merci de compléter l'article en donnant les références utiles à sa vérifiabilité et en les liant à la section « Notes et références ».
L'église Notre-Dame-de-l'Assomption de Passy est une église située place de l'Église-de-l'Assomption, accessible par le 88 et le 90, rue de l’Assomption dans le 16e arrondissement de Paris.

## Histoire
La paroisse de Notre-Dame de l’Assomption se situe à la limite (rue de l’Assomption) des deux anciens villages d’Auteuil et de Passy rattachés à Paris pour former, avec le village de Chaillot, le XVIe arrondissement de Paris à partir de 1860.
En bordure de la forêt de Rouvray, devenu bois de Boulogne, proche du château de la Muette (abritant aujourd’hui l'OCDE), la propriété du 88 rue de l’Assomption était originellement arborée ; 
En 1882, les Pères de la Miséricorde, ordre missionnaire pour la rechristianisation des villes, fondé à Lyon en 1808, par le Père Jean-Baptiste Rauzan, à la demande du cardinal Fesch, s'installent sur le site. En 1895, les Pères de la Miséricorde, expulsés de leur couvent de la rue de Varenne en 1891, transportent pierre par pierre leur ancienne chapelle  consacrée à Notre-Dame de la Miséricorde. Elle devint leur maison-mère, ce qui explique, ainsi que leurs liens étroits avec la papauté la référence à Saint-Pierre de Rome pour l’édification d’une coupole, par l’architecte Le Maire.
À la suite de la loi de 1901, les Pères furent expulsés et l’église fermée jusqu’en 1907 ; elle rouvrit à la demande des fidèles, comme chapelle annexe de l'église Notre-Dame-de-Grâce-de-Passy.
En 1914, le premier vicaire, nommé Administrateur, le Père Félix Protois, obtint la transformation en paroisse, les fidèles s’étant portés acquéreurs des actions de la Société Immobilière Beauséjour, propriétaire des lieux (jusqu’en 1984 où ils furent transférés à l’Association Diocésaine).
En 1928, l'église prend le nom de Notre-Dame-de-l'Assomption. Les bâtiments initiaux sont complétés en 1928 par des bas-côtés et un presbytère puis en 1955 par une seconde nef.
En 1934, l'architecte Labro agrandit l'église et construit la Cité paroissiale. Deux projets étaient en concurrence : la construction d'une église neuve ou la conservation de l'ancienne, à laquelle on adjoindrait deux bas-côtés. C'est cette seconde solution qui fut retenue.
En 1956, on construit une nouvelle nef à la place du chœur ; elle fit pendant à l'ancienne, qu'elle imite. Le maître-autel, alors installé sous un baldaquin au centre de l'église, a depuis été repoussé dans un bras du transept. Un portail identique au précédent fut édifié rue de l'Assomption.
En 1980, l’église est réaménagée.
Durant l'été 2014 et en 2018, elle est restaurée en style classique-baroque pour le centenaire de la paroisse. Le nouvel autel est consacré le 13 janvier 2019 par Mgr Michel Aupetit.

Vues extérieures
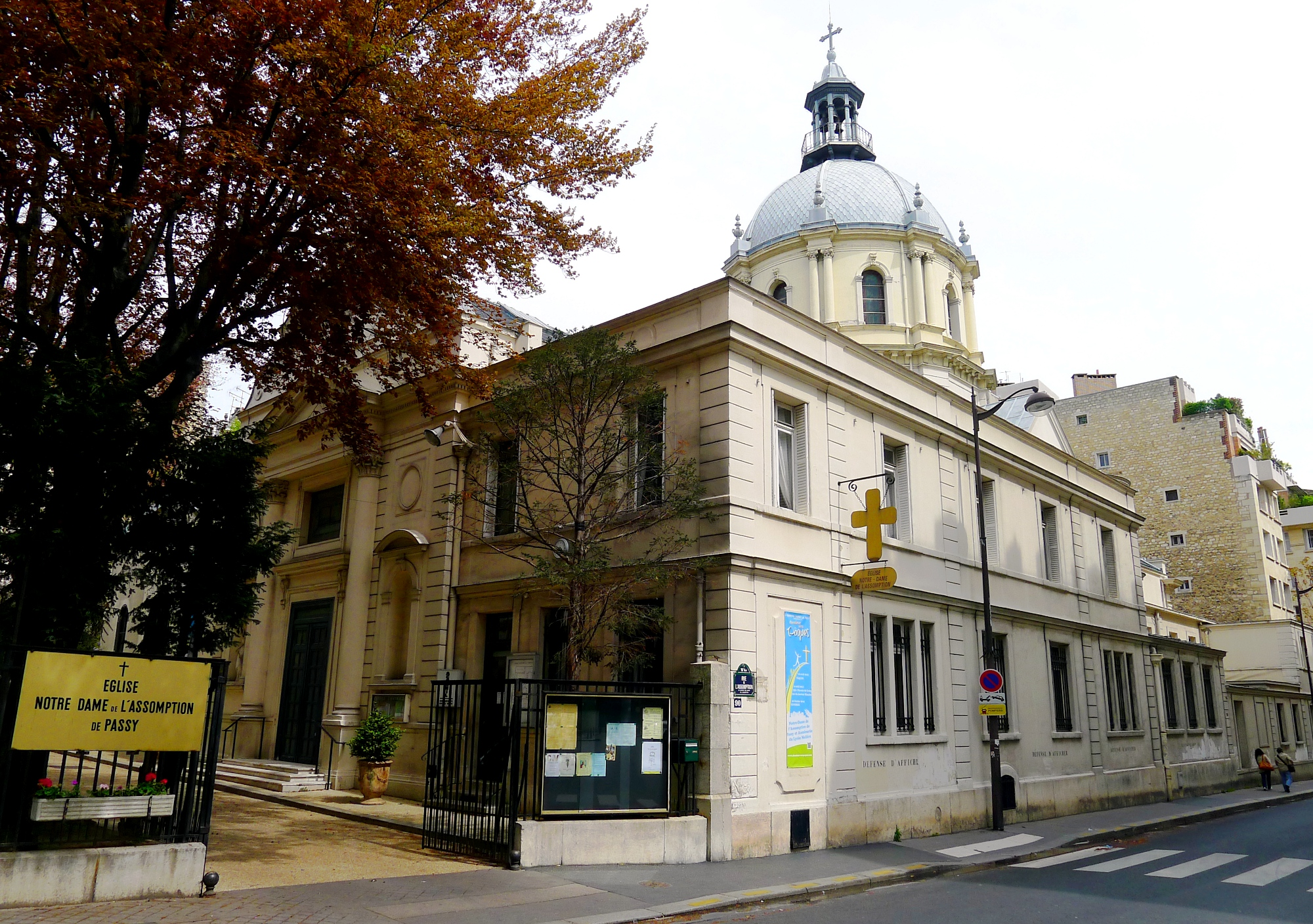
Vue occidentale.
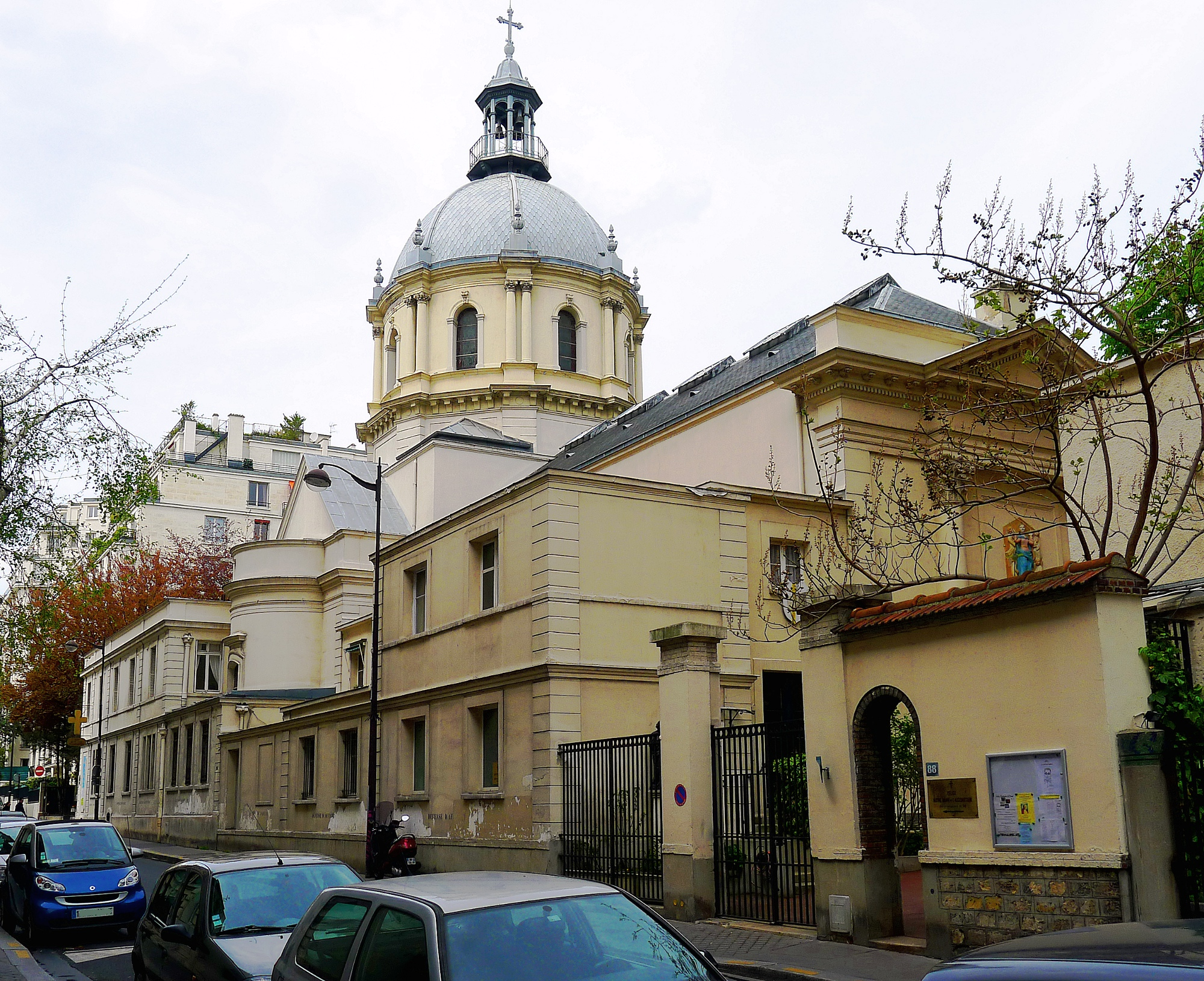
Vue orientale.
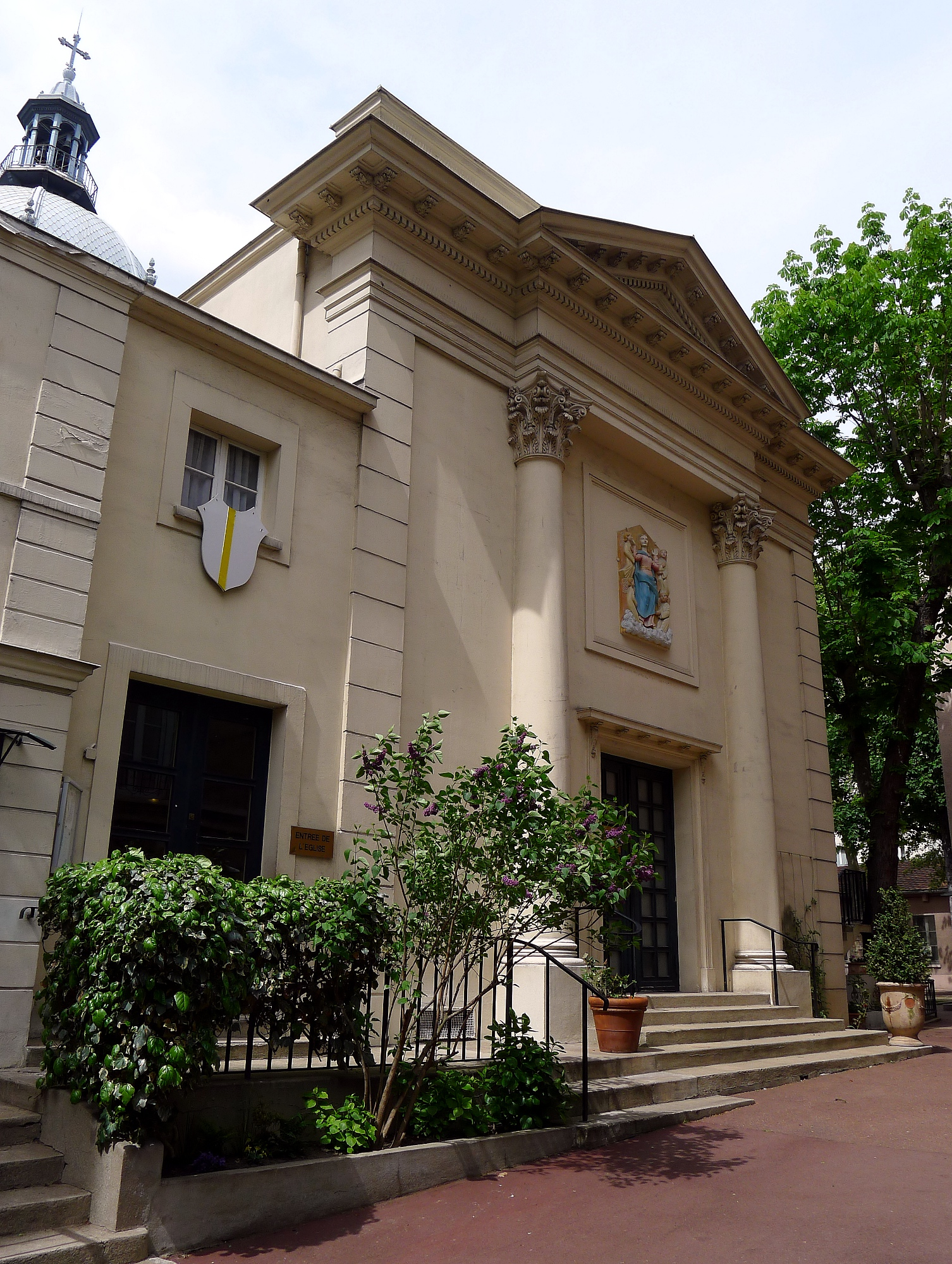
Entrée orientale.
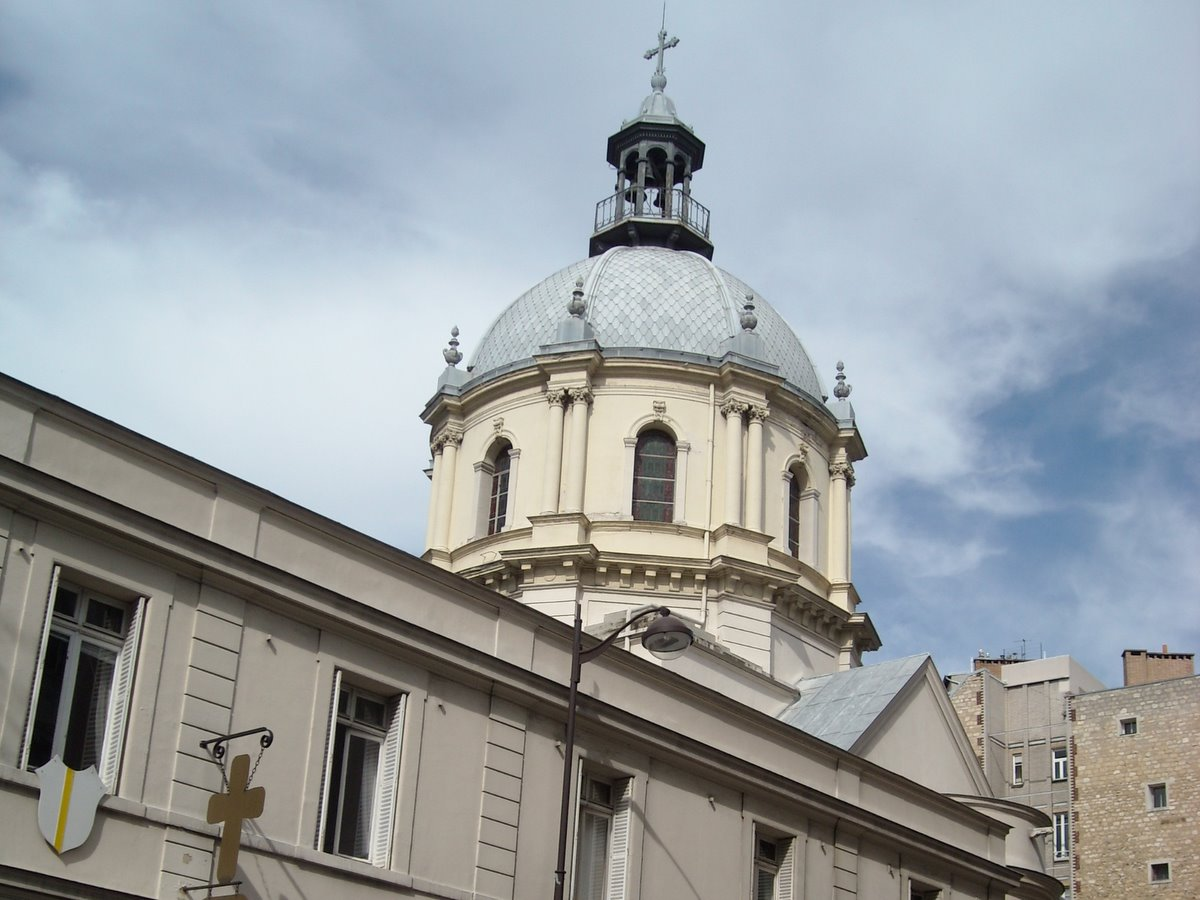
La coupole de l'église.

Vues intérieures
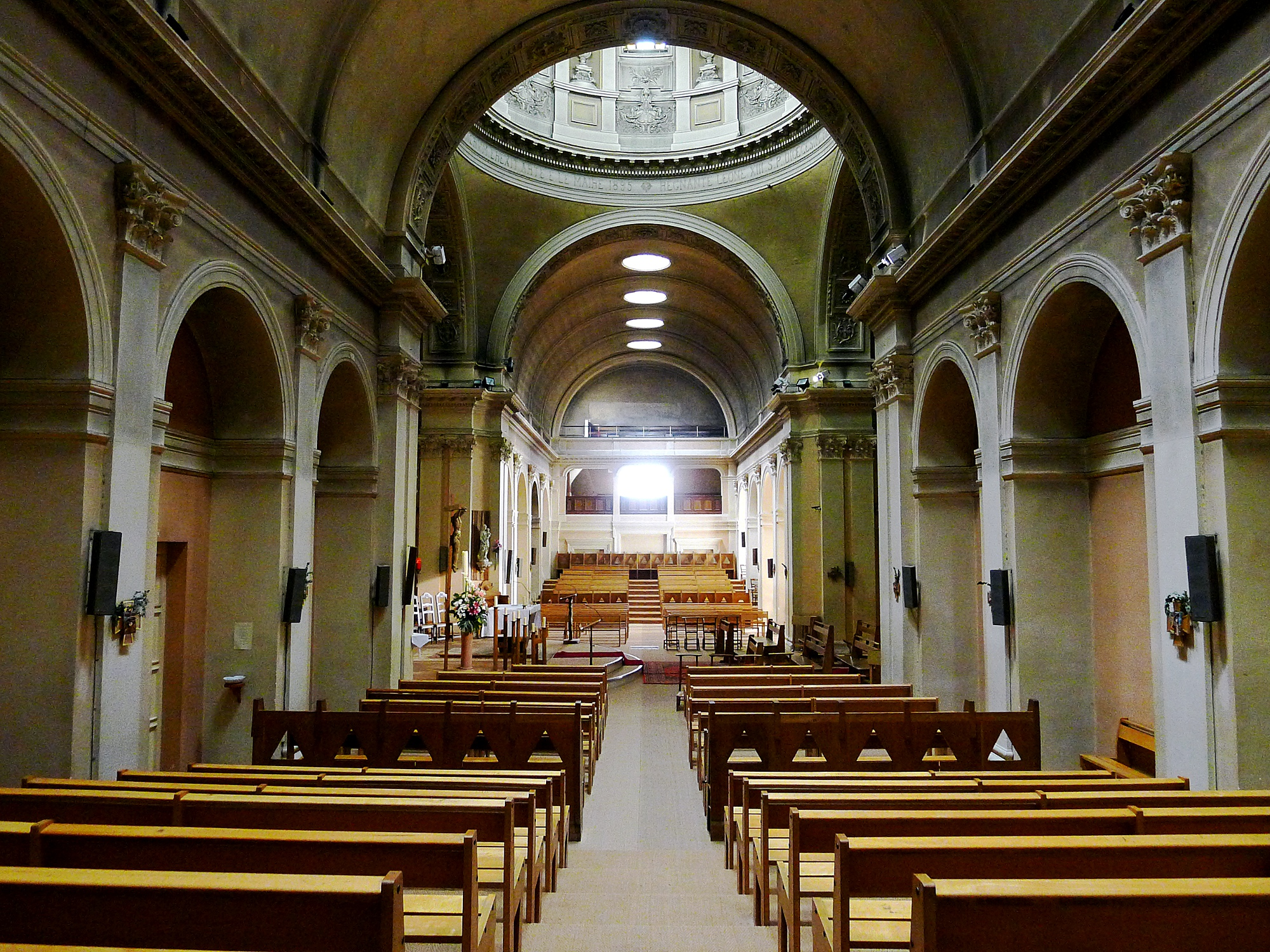
Nef centrale.
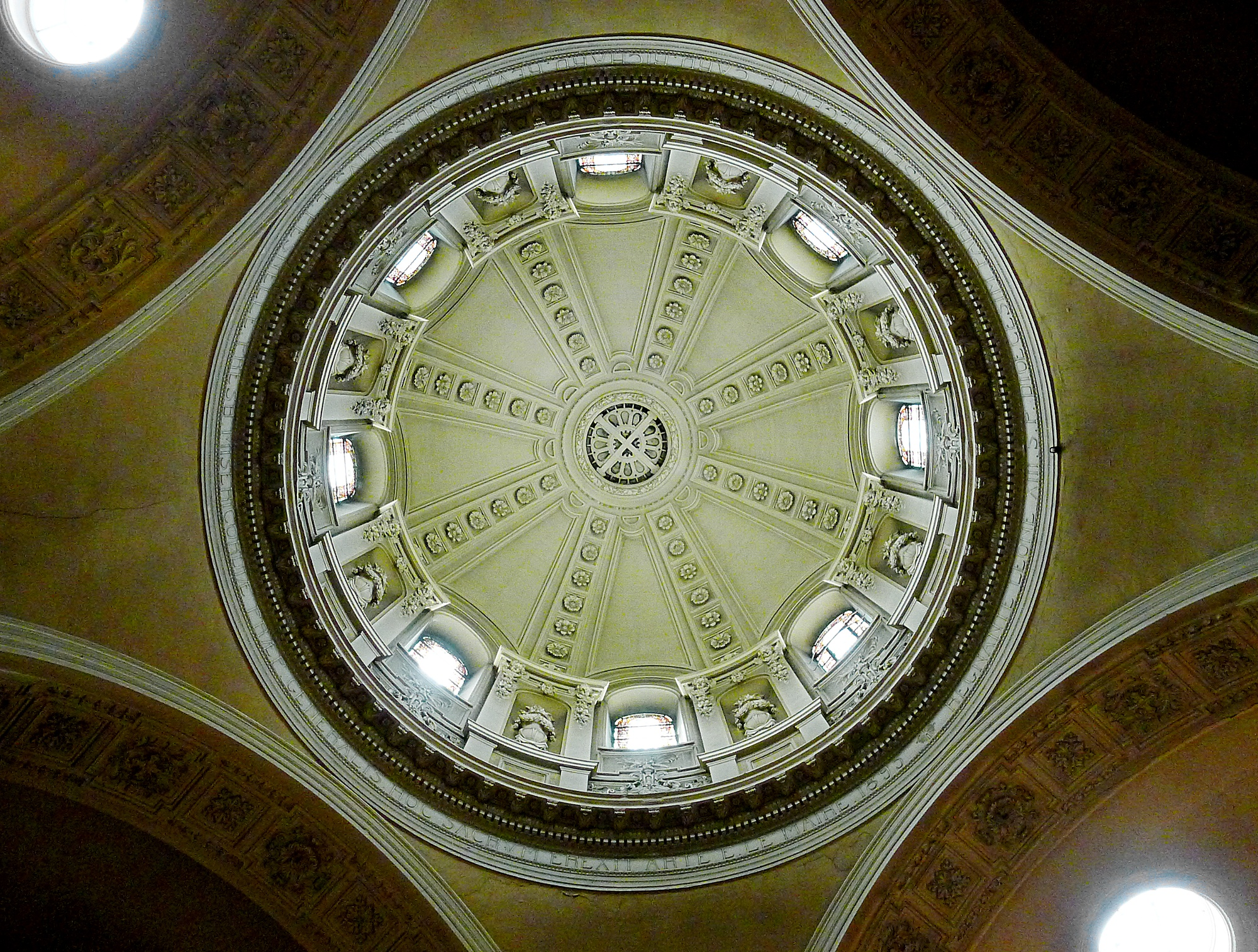
Coupole.

## Description
De style néo-classique, l'église de Notre-Dame de l'Assomption possède une coupole à la croisée des deux nefs.

## Orgue

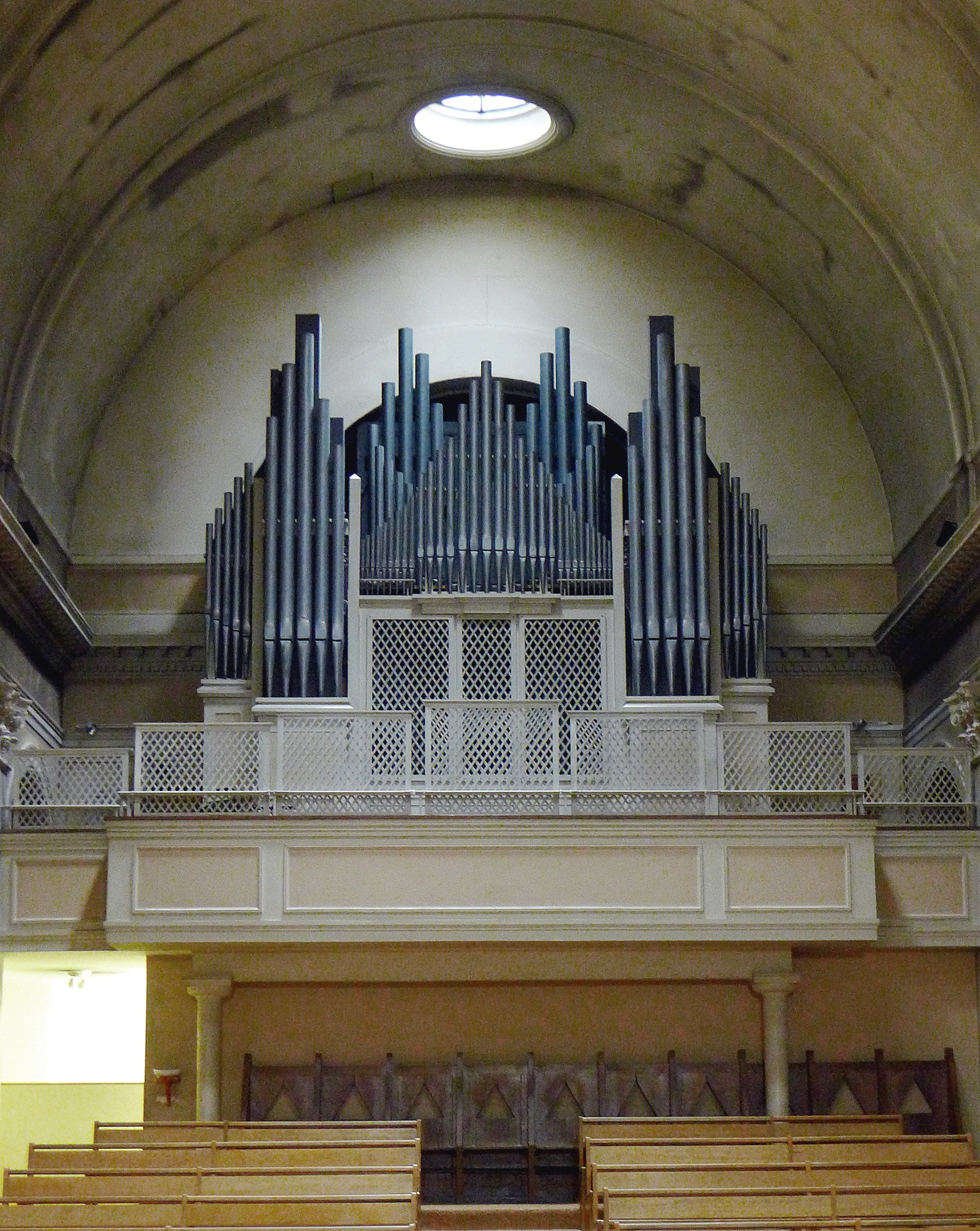
Orgue de tribune.

L'orgue que nous voyons actuellement dans l'église a subi plusieurs transformations et a changé au moins trois fois de propriétaire. Construit dans les ateliers du célèbre facteur d'orgues parisien Aristide Cavaillé-Coll, au tout début du XXe siècle, il a bénéficié de toutes les techniques et robustesses de fabrication qui ont fait la réputation de cette maison.
Nous ne savons rien du premier propriétaire de l'instrument, sans doute était-ce un riche particulier amateur d'orgue, ou une petite communauté. La structure et la taille des matériaux employés font plutôt penser à un orgue de salon, certes de belle apparence.
En 1928, l'orgue est racheté par le comte Léonce de Saint-Martin, organiste titulaire des grandes orgues de la cathédrale Notre-Dame de Paris, pour son appartement de la place des Vosges. Le facteur d'orgue G. Gutschenritter, remonte l'instrument et profite de ce travail pour apporter quelques modifications et adjonctions à l'orgue de Cavaillé-Coll, dont un troisième clavier qui ne comporte aucun jeu mais sert de clavier accoupleur, donnant ainsi plus de possibilités au jeu de l'organiste. L'instrument avait à cette époque 19 jeux.
Le chanoine Boulard, curé de l'église Notre-Dame de l'Assomption ayant réalisé des travaux d'agrandissement de l'église dans les années 1960, cherche à remplacer le modeste orgue qui occupe la deuxième tribune au fond de la nef. Monsieur Emmanuel de Villèle, alors organiste titulaire de l'église, apprend que l'orgue de Monsieur de Saint-Martin est en vente. Il en informe aussitôt le Chanoine Boulard qui en fait l'acquisition.
L'instrument est pris en mains par les établissements Beuchet-Debierre de Nantes. D'importants travaux d'agrandissement et d'électrification sont entrepris afin d'adapter l'orgue aux dimensions de l'église et en augmenter les possibilités d'interprétation musicale. L'orgue essentiellement romantique, est transformé en instrument dit « néoclassique », conforme à la mode de l'époque. Le remontage de l'ensemble est confié à l'harmoniste Jacques Picaud, collaborateur parisien des Ets Beuchet (d'après J.-P. Swiderski, facteur d'orgues).
L'orgue actuel comporte 35 jeux dont 31 réels ; 3 claviers et pédalier ; transmission et tirage électrique.
Organistes titulaires : Emmanuel de Villèle, Marc Pinardel, Leonid Karev (organiste actuel).

## Plaques de marbre
Deux plaques sont apposées sur les colonnes situées à gauche de la nef occidentale. L'une est un monument aux morts, l'autre est la liste des curés de la paroisse. Les reproductions ci-dessous respectent le choix des casses.

### Curés de la paroisse
- N.-D. de la Miséricorde

| Félix Protois | 1914-1927 |
| Jean-A. Rey   | 1927-1928 |

- Notre-Dame de L'Assomption

| Jean-A. Rey                     | 1928-1942   |
| Régis Clery                     | 1942-1952   |
| Gabriel Boulard                 | 1952-1959   |
| Xavier du Moulin de la Barthete | 1959-1960   |
| Paul Bourdieu                   | 1960-1964   |
| Eugène Joly                     | 1964-1971   |
| Bernard Violle                  | 1971-1974   |
| Jacques Hamaide                 | 1974-1982   |
| Paul Faynel                     | 1982-1987   |
| Jacques Cuche                   | 1987-1996   |
| Jean-Marie Dubois               | 1996-2003   |
| Jean-Pascal Duloisy             | 2003-2014   |
| Guillaume de Menthière          | Depuis 2014 |